# Santo Expedito
Santo Expedito är en kommun i Brasilien.   Den ligger i delstaten São Paulo, i den södra delen av landet, 800 km sydväst om huvudstaden Brasília. Antalet invånare är 2 806. Arean är 94 kvadratkilometer.
Terrängen i Santo Expedito är platt.
Trakten runt Santo Expedito består i huvudsak av gräsmarker. Runt Santo Expedito är det ganska glesbefolkat, med 28 invånare per kvadratkilometer.